# Неоандская архитектура

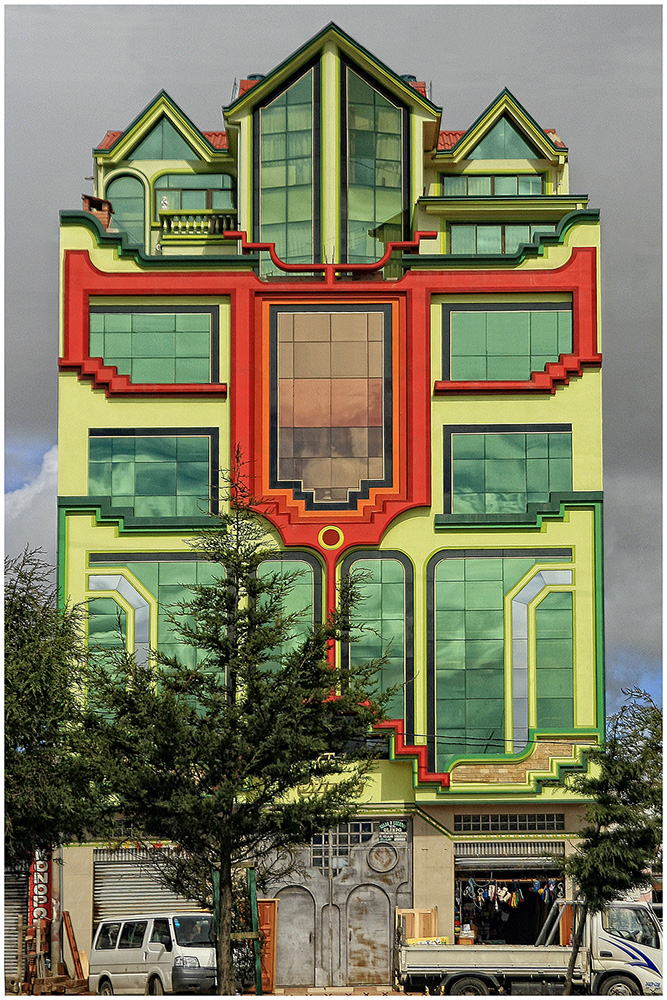
Чолет в Эль-Альто, Боливия.

Неоандский стиль — современное архитектурное движение, в основном локализованное в городе Эль-Альто, Боливия. В последние 20 лет в этом стиле сооружены несколько десятков чолетов, или мини-особняков, и танцевальных залов. Инициатором движения является боливийский архитектор-самоучка Фредди Мамани, который с 2005 года построил в Эль-Альто более 60 построек в неоандском стиле. Здания в неоандском стиле известны под названием чолет, исп. cholet.
Стиль стал активно внедряться в новых построек с тех пор, как в 2006 году к власти пришел президент Эво Моралес, выходец из племени аймара, который был заинтересован в поддержке гордости индейцев аймара за свою культуру и прошлое, что частично компенсировало тяжёлое экономическое положение аймара.
Термин впервые был использован в архитектурном журнале для обозначения стиля здания посольства США в Лиме, Перу, сооружённого компанией Arquitectonica в 1996 году. Стиль описывался как «черпавший вдохновение из перуанской истории, причём прообразом здания послужили сооружения из древних городов Куско и Мачу-Пикчу».
Неоандская архитектура в целом получила высокую оценку жителей города Эль-Альто (города-спутника столицы Боливии Ла-Пас). Паола Флорес отмечает, что Альтеньос, то есть жители Эль-Альто, «в целом довольны вкладом их города в современную архитектуру» Здания были показаны в фильме Фредерико Эстола Shine Heroes, рассказывающем о тысячах чистильщиков обуви из Ла-Паса и Эль-Альто.
Люди, не знакомые с андской культурой, описывают здания как «футуристические» и «причудливые».

## Галерея

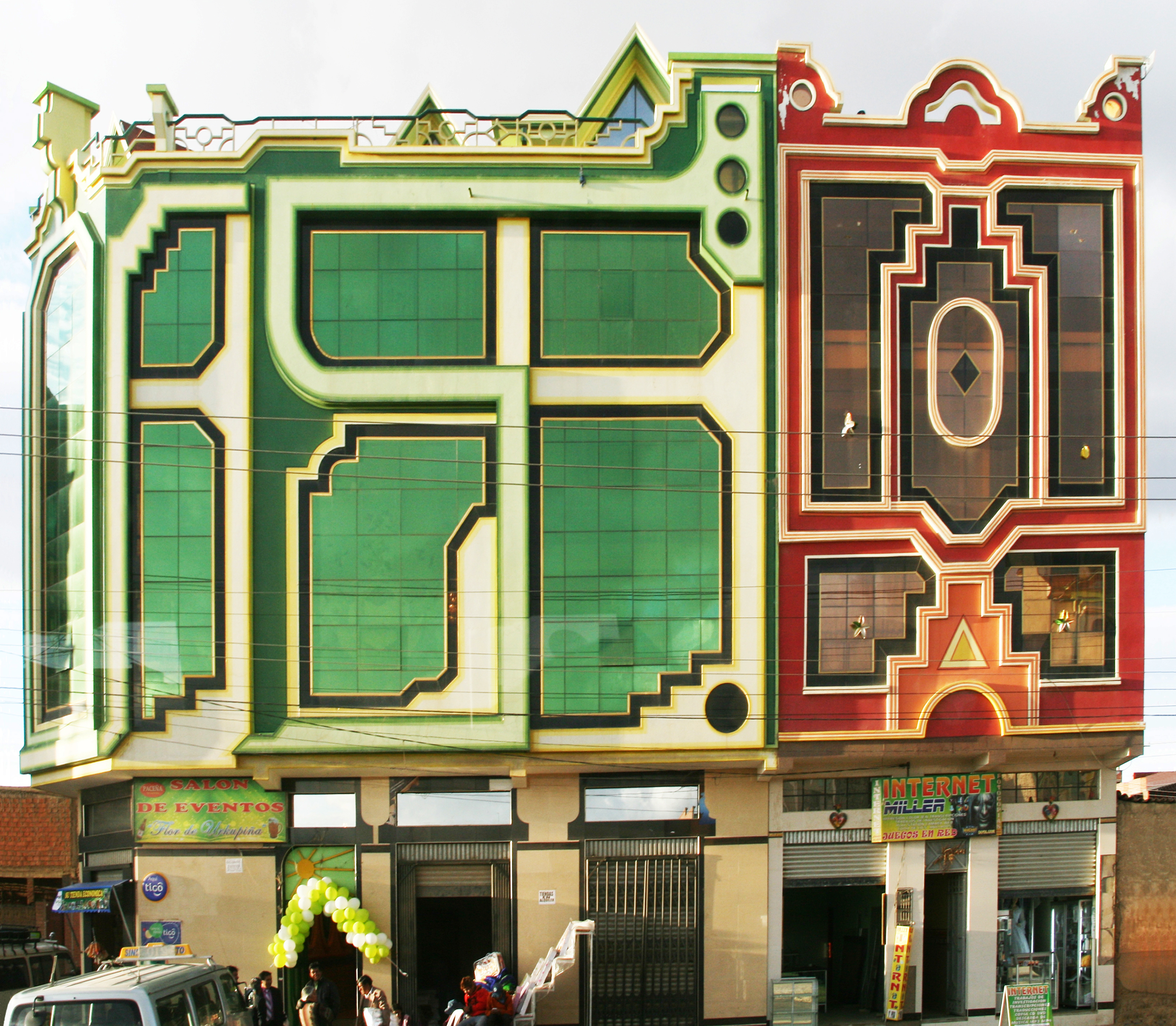
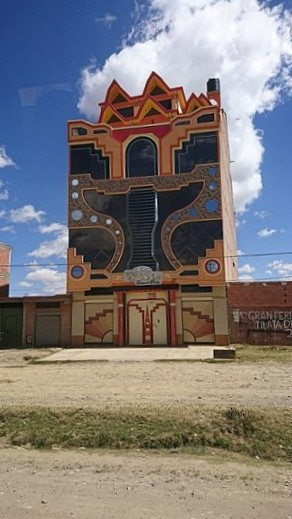
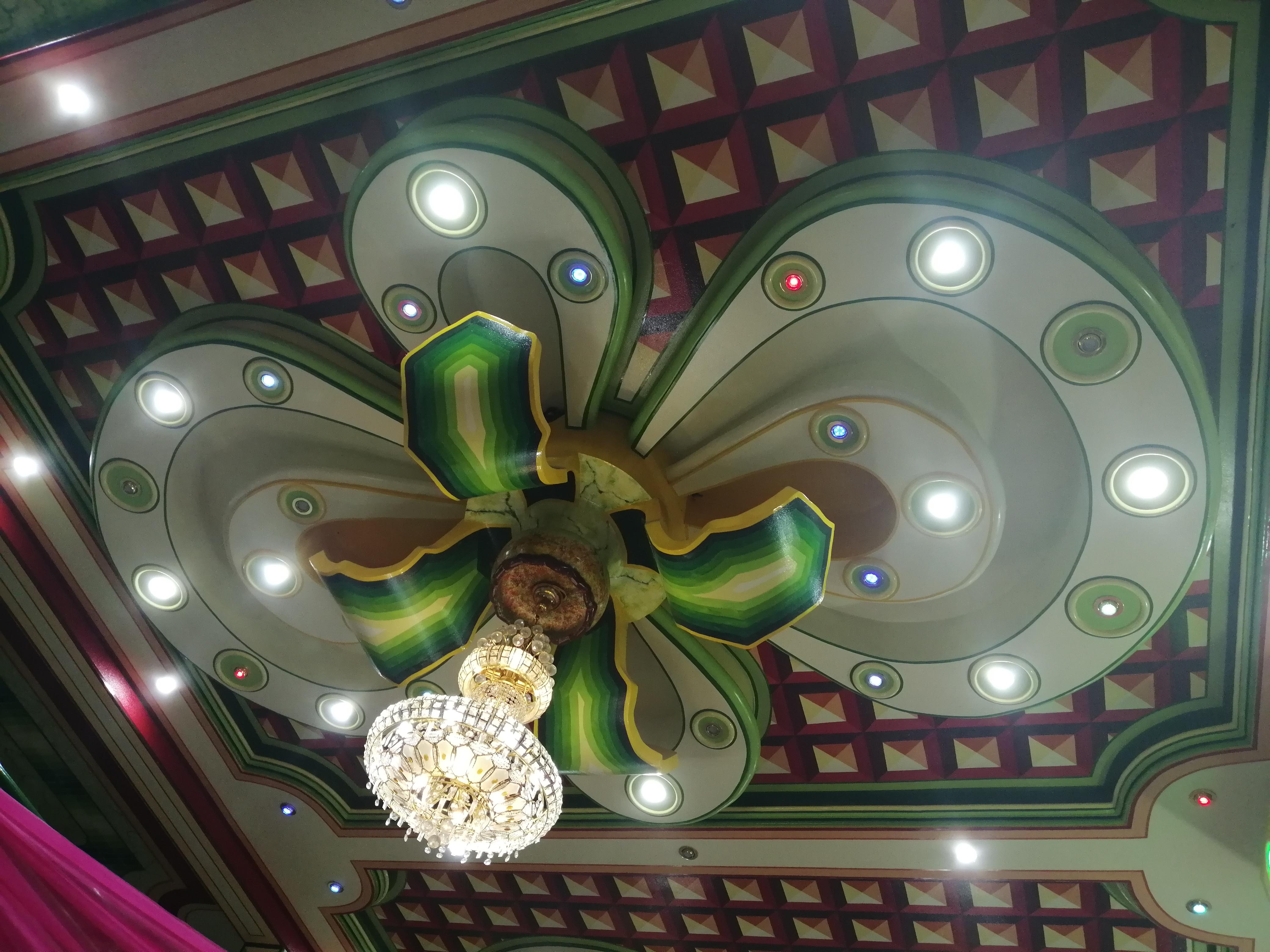